# Philipp Karner
Philipp Karner (* 1975 in Wien) ist ein österreichisch-amerikanischer Schauspieler, Regisseur und Drehbuchautor.

## Leben
Philipp Karner, dessen Eltern beide Sozialarbeiter waren, wuchs in Wien auf. Er hat zwei jüngere Geschwister, einen Bruder und eine Schwester.
Karner wurde im Alter von 12 Jahren wurde er für die Miniserie Die Strauß-Dynastie (1991) engagiert, wo er unter der Regie von Marvin J. Chomsky den jungen Johann Strauss (Sohn) verkörperte.
Nachdem er seinen einjährigen Grundwehrdienst im Österreichischen Bundesheer absolviert hatte, zog er im Alter von 19 Jahren nach New York, wo er von 1996/97–1998 am Lee Strasberg Theatre and Film Institute sein Schauspielstudium absolvierte.
Seine Schauspielkarriere begann er Ende der 90er Jahre mit Auftritten in Off-Broadway-Theaterstücken und mit kleinen Rollen in US-amerikanischen Fernsehserien wie Sex and the City und The Sopranos. Nach seinem Umzug nach Los Angeles folgten ab Anfang der 2000er Jahre Rollen in verschiedenen US-Fernsehserien, u. a. in Without a Trace – Spurlos verschwunden, Will & Grace, CSI Miami und Everwood. In den USA wurde Karner insbesondere durch seine Hauptrolle in der romantischen Filmkomödie Kiss the Bride (2007) bekannt.
Karner ist Drehbuchautor und Ko-Produzent des Filmdramas Diving Normal (2013). Sein Regiedebüt gab er 2015 mit dem semi-autobiografischen Film Like You Mean It, in dem er von der Lebens- und Beziehungskrise eines erfolglosen Schauspielers in Hollywood erzählt.
Eine durchgehende Hauptrolle hatte er in der europäischen Miniserie West of Liberty (2019), in der er den CIA-Agenten Jack Almond verkörperte.
Seit 2018 arbeitet Karner auch wieder verstärkt für deutschsprachige TV-Produktionen in Deutschland und Österreich. Er hatte Episodenrollen in den österreichischen Krimiserien SOKO Donau (2018), Schnell ermittelt (2018) und Meiberger – Im Kopf des Täters (2019). In dem Kinofilm Trümmermädchen – Die Geschichte der Charlotte Schumann, der Ende Oktober 2021 auf den Hofer Filmtagen seine Premiere hatte, spielte er den US-amerikanischen Filmregisseur John Miller. In der 18. Staffel der ZDF-Serie SOKO Köln (2022) übernahm er eine Episodenrolle als tatverdächtiger Kriminalschriftsteller und Bestsellerautor Julian van Adelsberg.
Er wohnt aktuell (Stand: November 2023) in Berlin.

## Filmografie (Auswahl)
- 1991: Die Strauß-Dynastie (The Strauss Dynasty, Miniserie)
- 1999: Sex and the City: The Caste System (Fernsehserie, eine Folge)
- 2000: The Sopranos: Guy Walks Into a Psychiatrist's Office (Fernsehserie, eine Folge)
- 2001: Will & Grace: An Old-Fashioned Piano Party (Fernsehserie, eine Folge)
- 2003: New York Cops – NYPD Blue: Keeping Abreast (Fernsehserie, eine Folge)
- 2003: Without a Trace – Spurlos verschwunden: Coming Home (Fernsehserie, eine Folge)
- 2004: Everwood (Fernsehserie, zwei Folgen)
- 2005: CSI: Miami: Pirated (Fernsehserie, eine Folge)
- 2005: Charmed – Zauberhafte Hexen: Desperate Housewitches (Fernsehserie, eine Folge)
- 2007: Kiss the Bride
- 2010: Melissa & Joey: Moving On (Fernsehserie, eine Folge)
- 2011: Castle: Demons (Fernsehserie, eine Folge)
- 2013: Diving Normal (auch Produktion und Drehbuch)
- 2014: Mistresses: Friends with Benefits (Fernsehserie, eine Folge)
- 2015: Like You Mean It (auch Drehbuch und Regie)
- 2018: SOKO Donau: Fadenspiel (Fernsehserie, eine Folge)
- 2018: Schnell ermittelt: Dominik Fiedler (Fernsehserie, eine Folge)
- 2019: West of Liberty (Fernsehserie, Serienrolle)
- 2019: Meiberger – Im Kopf des Täters: Die schwarze Witwe (Fernsehserie, eine Folge)
- 2021: Trümmermädchen – Die Geschichte der Charlotte Schumann
- 2022: SOKO Köln: Mordsgeschichten (Fernsehserie, eine Folge)
- 2023: Die Drei von der Müllabfuhr: Altlasten (Fernsehreihe)
- 2023: Eine Billion Dollar (Fernsehserie)
- 2023: SOKO Potsdam: Bauernopfer (Fernsehserie, eine Folge)